# Thaumatometra alternata
Thaumatometra alternata är en sjöliljeart som först beskrevs av Carpenter 1888.  Thaumatometra alternata ingår i släktet Thaumatometra och familjen fjäderhårstjärnor. Inga underarter finns listade i Catalogue of Life.